# Taktilní znakový jazyk

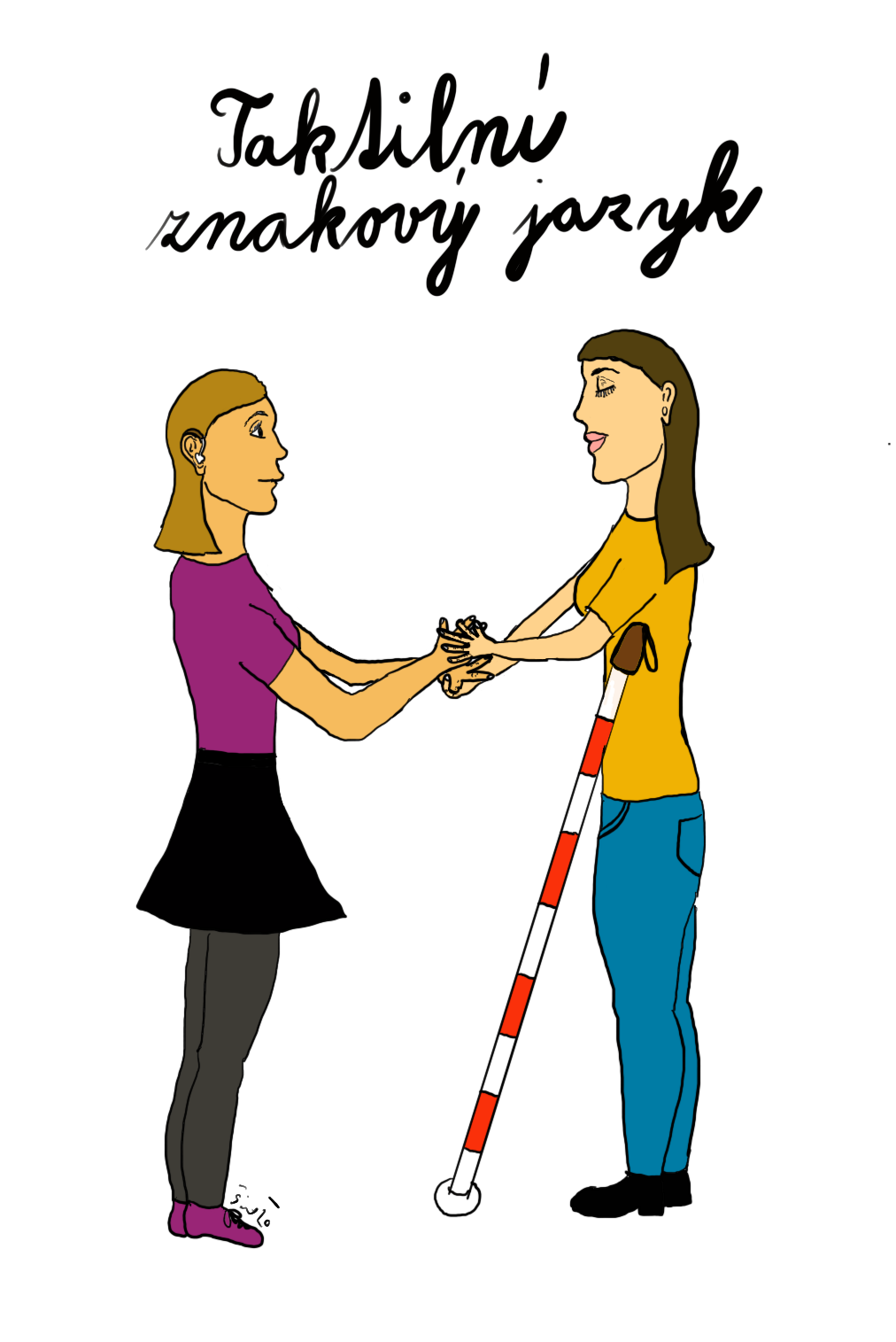
Zobrazení dvou osob komunikujících taktilním znakovým jazykem

Taktilní znakový jazyk je dotyková varianta znakového jazyka pro hluchoslepé. Je založen na kontaktu jedné nebo obou rukou, kdy hluchoslepý člověk odhmatává tvary rukou, pohyby rukou, místa artikulace rukou u druhé osoby. Tento způsob komunikace je vhodný zejména pro ty hluchoslepé, kteří byli zvyklí používat znakový jazyk, dokud viděli a poté se zhoršujícím se zrakem přešli na tuto taktilní formu komunikace. Tyto osoby znají tedy dané znaky a je pro ně srozumitelné odhmatávání rukou. Na taktilní znakový jazyk se většinou nahlíží jako na jazyk přirozený, protože vychází z národní podoby znakového jazyka, ale některé přístupy mohou na taktilní znakový jazyk pohlížet jako na jazyk uměle vytvořený. Stejně jako národní znakový jazyk, ze kterého taktilní znakový jazyk vychází, není taktilní znakový jazyk mezinárodní.
Osoby s hluchoslepotou jsou schopné odhmatávat manuální prostředky (tvary rukou, pohyby rukou, místa artikulace), ale nemohou současně s nimi odhmatávat nemanuální prostředky (mimiku, pozice a pohyby hlavy a horní části trupu). Ty jsou dle výzkumů nahrazovány např. rychlostí dotyku, různými pohyby, napětím svalů, opakováním pohybu apod..
V zákonu č. 155/1998 Sb. najdeme taktilní znakový jazyk pod §4 (3): „Český znakový jazyk může být využíván jako komunikační systém hluchoslepých osob v taktilní formě, která spočívá ve vnímání jeho výrazových prostředků prostřednictvím hmatu.“ 
Existuje též podobný komunikační systém užívaný osobami s hluchoslepotou, který se nazývá znakování ruku v ruce. Je též založen na kontaktu rukou dvou komunikujících osob a též vychází z národního znakového jazyka. Rozdíl je v tom, že mluvčí přímo tvoří jednotlivé znaky s rukama příjemce (dává je do různých tvarů, tvoří s nimi různé pohyby na různých místech artikulace).